# Chapín de la reina
El chapín de la reina o servicio de casamiento es un antiguo impuesto recaudado ocasionalmente entre el pueblo llano de Castilla para sufragar los gastos de las bodas reales. 
De origen incierto, las Cortes de Castilla aprobaron su recaudación en 1599 para la boda de Felipe III con Margarita de Austria-Estiria, en 1608 para la boda de Felipe IV con Isabel de Borbón y en 1648 con su sobrina Mariana de Austria, y en 1679 y 1690 en los enlaces de Carlos II con María Luisa de Orleans y con Mariana de Neoburgo, respectivamente.
Importaba 150.000.000 de maravedíes, y su exacción estaba repartida en siete plazos, pagaderos cada cuatro meses.